# Халл, Джимми
Джеймс Р. «Джимми» Халл (англ. James R. "Jimmy" Hull; 15 февраля 1917, Гринфилд, Огайо, США — 2 ноября 1991, Лисберг, Огайо, США) — американский профессиональный баскетболист, завершивший карьеру. Играл на позиции лёгкого форварда.

## Студенческая карьера
В 1939 году окончил Университет штата Огайо, где в течение четырёх лет играл за баскетбольную команду «Огайо Стэйт Бакайс», в которой провёл успешную карьеру. При Халле «Бакайс» один раз выигрывали регулярный чемпионат и турнир конференции Big Ten (1939), а также один раз выходили в плей-офф студенческого чемпионата США (1939).
В 1939 году «Огайо Стэйт Бакайс» дошли до финала Национальной ассоциации студенческого спорта (NCAA), а Джимми Халл был признан самым выдающимся игроком этого баскетбольного турнира. 17 марта «Бакайс» вышли в финал четырёх турнира NCAA (англ. Final Four), где сначала в полуфинальном матче, 18 марта, обыграли команду Пола Нагента «Вилланова Уайлдкэтс» со счётом 53—36, в котором Халл стал лучшим по результативности игроком матча, набрав 28 очков, а затем в финальной игре, 27 марта, проиграли команде Бобби Анета, Лорена Гейла и Джона Дика «Орегон Уэбфутс» со счётом 33—46, в которой Джимми стал лучшим по результативности игроками своей команды, набрав 12 очков.
Джимми Халл два последних сезона постоянно выходил на площадку в стартовой пятёрке, а в сезоне 1938/1939 годов стал капитаном команды, а также самым результативным игроком конференции Big Ten, набрав в итоге 169 очков, в результате чего был включён в 1-ю всеамериканскую сборную NCAA. В сентябре 1977 года он был включён в Зал Славы университета штата Огайо.

## Личная жизнь
После окончания университета Халл решил не начинать профессиональную карьеру, а вместо этого стал тренером баскетбольной команды первокурсников, параллельно закончив стоматологический факультет университета. В 1943 году, после получения докторской степени хирурга-дантиста, Джимми поступил на службу в стоматологический корпус ВМС США. Но он не оставался надолго в стороне от родного университета и в 1946 году стал ассистентом профессора стоматологии, в конце концов открыв собственную практику. Помимо этого Халл участвовал во многих студенческих организациях, будучи президентом спортивного руководящего клубного комитета, президентом совета директоров ассоциации выпускников и вице-президентом ассоциации выпускников. За свои профессиональные заслуги он был включён в стоматологический спортивный Зал Славы Роки-Маунтин.

## Смерть
Джимми Халл умер в 2 ноября 1991 года на 75-м году жизни в городе Лисберг (штат Огайо).